# SOE en Albanie
Pour un article plus général, voir Special Operations Executive.
 (mars 2025).
SOE en Albanie est le Special Operations Executive (en français : « Direction des opérations spéciales ») dans le pays du Sud-Est de l'Europe d'Albanie.
SOE est un service secret britannique qui opéra pendant la Seconde Guerre mondiale dans tous les pays en guerre, y compris en Extrême-Orient.

## Historique
L’Albanie, après avoir été sous l’influence italienne depuis 1923, est envahie en 1939 et colonisée par l'Italie ; elle est ensuite occupée par les Allemands après la chute de Mussolini. Le SOE est présent sur le terrain à partir de 1943. En avril 1943, deux officiers du SOE, Neil McLean et David Smiley pénètrent en Albanie à partir du nord-ouest de la Grèce pour encadrer les mouvements de résistance à l'occupant. Ils découvrent une autre guerre intestine entre les trois principaux mouvements de résistance : les Partisans communistes dirigés par Enver Hoxha, les républicains du Balli Kombëtar de Midhat Frashëri (1882-1949) et les zoguistes de Abaz Kupi (1892-1976). 
D'autres missions vont suivre, dont celle des célèbres Mousquetaires (Neil McLean, David Smiley et Julian Amery) en 1944. Une Mission militaire finit par s'établir, comme en Yougoslavie, avec un état-major de campagne sous les ordres du général Edmund "Trotsky" Davies (1900-1951, DSO, MC). Ce dernier est capturé par les Allemands le 8 janvier 1944. Les officiers du SOE préviennent leur quartier général et le Foreign Office que l’objectif d’Hoxha est avant tout la prise du pouvoir à l'issue de la guerre plus que la victoire sur l'occupant. Ils ne sont pas entendus car l’Albanie n’est pas considérée comme un facteur important dans l’effort contre les Allemands.

## Personnalités
Le célèbre acteur britannique Anthony Quayle a été officier du SOE, parachuté en Albanie. Il a d'ailleurs reçu une citation. 
Le célèbre explorateur, alpiniste et navigateur Bill Tilman a été officier à la Mission militaire britannique en Albanie.